# حضار استودیویی

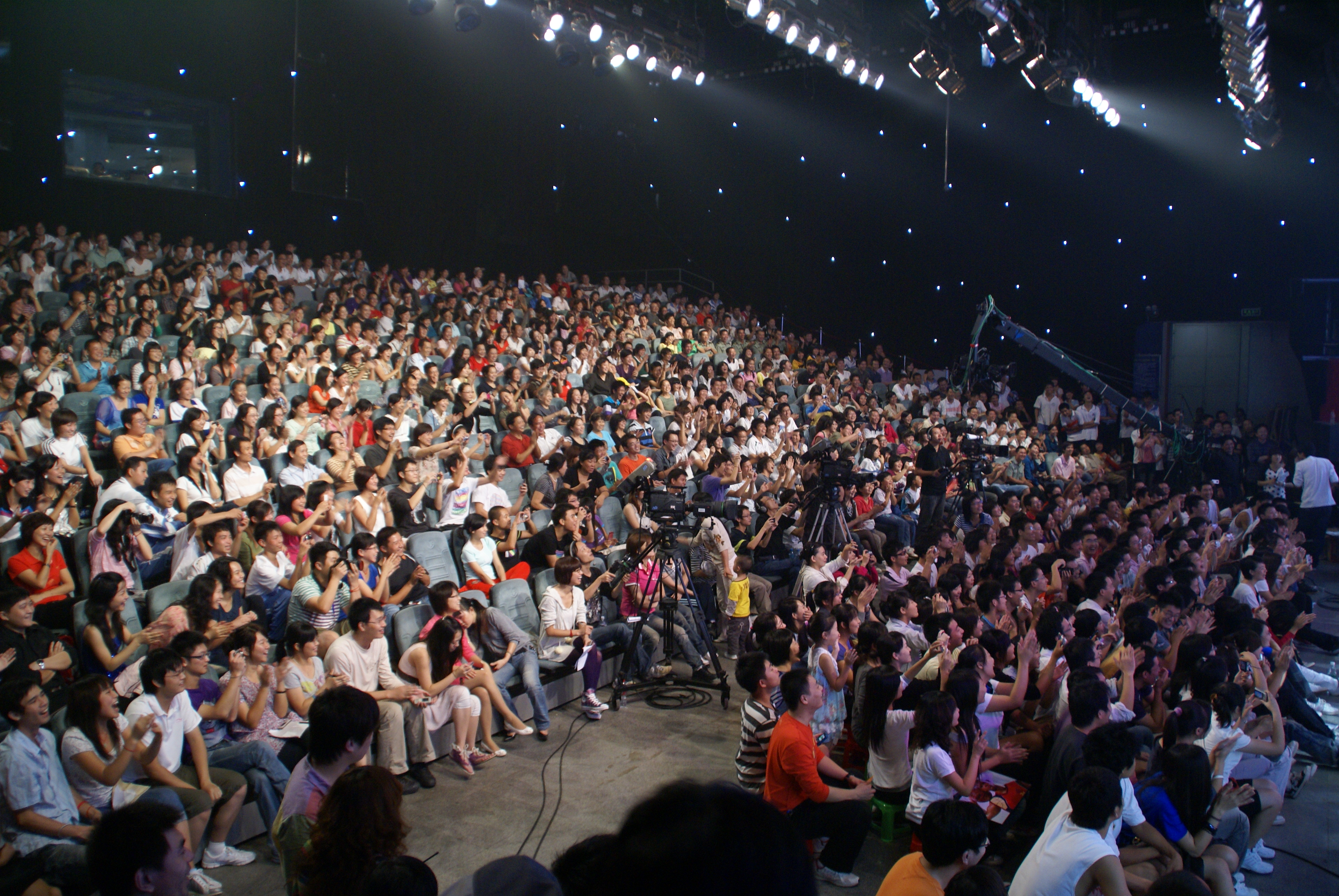
حضار استودیویی

حضار استودیویی (انگلیسی: Studio audience) به یک جمع حاضر گفته می‌شود برای ضبط کل یا بخشی از یک برنامه تلویزیونی یا برنامه رادیویی حضور دارند. هدف اصلی حضار استودیویی ارائه تشویق یا خنده در حاشیه صوتی است. علاوه بر این، حضار استودیوی زنده بازیگران انرژی می‌دهند و آن‌ها می‌توانند از طریق آن در حد توانایی خود بازی کنند.